# 巫家坝机场旧址民国时期候机楼
巫家坝机场旧址民国时期候机楼，位于中国云南省昆明市官渡区关上街道关上南路98号院内，是原巫家坝机场在民国时期的候机楼。
候机楼于抗日战争时期的1943年扩建机场时兴建，1960年9月新的候机楼建成后，该候机楼改为它用，目前属于中国人民解放军某部所有。候机楼坐北向南，近现代典型建筑，中间为两层楼房，四面坡顶。巫家坝机场候机楼见证了美国援华空军（飞虎队）、驼峰航线和中国空军抗战史实以及中国民航的发展史，有着重要的历史价值。2014年9月昆明市人民政府公布为市级文物保护单位。2019年公布为云南省级文物保护单位。
候机楼建筑由于年久失修，瓦屋面多处漏雨破损，墙体浸水。2017年官渡区文管所组织对候机楼进行了的修缮。